# 华人沃尔夫奖得主列表
華人沃爾夫獎得主列表，列举了不同意义上的華人、海外華人、中国人或在中國出生者的沃尔夫奖得主列表。
沃尔夫奖是以色列工业家、化学家、慈善家沃尔夫设立的，于1978年首次颁发，在国际上享有很高声誉。沃尔夫奖颁发给数学、物理、化学、医学、农业和艺术领域，分别称作“沃尔夫数学奖”，“沃尔夫物理学奖”，“沃尔夫化学奖”，“沃尔夫医学奖”，“沃尔夫农业奖”和“沃尔夫艺术奖”。沃尔夫奖有以色列“诺贝尔奖”之称。

## 获奖华人

### 沃尔夫物理学奖
- 1978年，吴健雄，江苏太仓人。国籍： 中華民國  美国。

### 沃尔夫数学奖
- 1983年，陈省身，浙江嘉兴人。国籍： 美国  中華民國。
- 2010年，丘成桐，广东汕头人。国籍： 美国  中華民國。

### 沃尔夫化学奖
- 2011年，邓青云，香港人。国籍： 美国  香港。[1]
- 2014年，翁啟惠，台灣嘉义人。国籍： 中華民國  美国。[2]
- 2023年，何川，贵州贵阳人。国籍： 美国 。

### 沃尔夫医学奖
- 2004年，钱永健，生于美国纽约市，祖籍浙江杭州。国籍： 美国。

### 沃尔夫农业奖
- 1991年，杨祥发，台湾台南人。国籍： 中華民國  美国。
- 2004年，袁隆平，江西德安人。国籍： 中华人民共和国。[3]

### 沃尔夫艺术奖
- 2025年，徐甜甜，福建莆田人。国籍： 中华人民共和国。